# امیر دروری
امیر دروری (Amir Drori؛ عبری: אמיר דרורי‎; ۱۹۳۷-۲۰۰۵م.) ژنرال اسرائیلی؛ بنیانگذار و اولین مدیر کل سازمان باستانی اسرائیل بود .

## حرفه نظامی
امیر دروری در سال ۱۹۳۷م. در تل آویو به دنیا آمد. او در مدرسه پایهٔ فرماندهی ارتش اسرائیل در حیفا تحصیل کرد و فارغ‌التحصیل شد. در سال ۱۹۵۵م. به خدمت نیروهای دفاعی اسرائیل فراخوانده شد و در آن جا به تیپ پیاده‌نظام گولانی پیوست. در طول بحران سوئز در سال ۱۹۵۶م. یک تیم تخریب را رهبری کرد و در جنگ رفح و سینا شرکت کرد. او به خاطر نقشی که در حملهٔ سال ۱۹۶۰م. اسرائیل به روستای توافیق سوریه داشت، مدال شجاعت دریافت کرد.
در طول جنگ شش روزه در سال ۱۹۶۷م. به عنوان معاون فرماندهٔ گردان ۵۱ گولانی خدمت کرد و در نبردهای بلندی‌های جولان شرکت داشت. در طول جنگ فرسایشی، سیزدهمین نبرد گولانی را فرماندهی کرد و در نبردهای بلندی‌های جولان، درهٔ بیت‌شئان، درهٔ اردن و در امتداد کانال سوئز شرکت کرد. بین سال‌های ۱۹۷۰ و ۱۹۷۲م. او به عنوان افسر عملیات فرماندهی جنوب اسرائیل، تحت رهبری آریل شارون خدمت کرد.
در سال ۱۹۷۲م. دروری فرماندهی تیپ گولانی که قرار بود در نبردهای جنگ یوم کیپور در سال ۱۹۷۳م. شرکت کند برعهده گرفت. این تیپ در عملیات برای متوقف کردن سوری‌ها در بلندی‌های جولان، و در جنگ‌های جبل الشیخ و همچنین عملیات فشار اسرائیل بر سوریه شرکت کرد. او در نبرد سوم کوه هرمون مجروح شد، اما سربازانش توانستند با موفقیت پایگاه اسرائیلی که در اختیار کماندوهای سوری بود بازپس بگیرند. پس از سپری کردن دوران نقاهت رهبری تیپ را در طول نبردهای قبل از توافقنامه‌های خروج نهایی در ماه مه ۱۹۷۴م. بر عهده داشت.
در سال ۱۹۷۶م. به رهبری لشکر ۳۶ زرهی ارتش اسرائیل منصوب شد، و یک سال بعد درجهٔ آلوف را دریافت کرد و به ریاست بخش عملیات دپارتمان عملیات منصوب شد. او پیش از برعهده گرفتن فرماندهی شمال اسرائیل در سال ۱۹۸۱م. فرماندهی بخش آموزشی ارتش اسرائیل را بر عهده داشت. دروری نقش مهمی در جنگ لبنان در سال ۱۹۸۲م (عملیات صلح برای الجلیل) ایفا کرد و نیروهای اسرائیلی را در نبرد با ارتش سوریه و سازمان آزادیبخش فلسطین به سمت دروازه‌های بیروت هدایت کرد. رفتار او در جریان کشتار صبرا و شتیلا توسط کمیسیون کاهان مورد بررسی قرار گرفت و هیچ دلیلی برای محاکمه او به دست نیاوردند. دروری در سال ۱۹۸۳م. فرماندهی شمال را ترک کرد، و سال بعد را در ایالات متحده تحصیل کرد.

دروری در سال ۱۹۸۴م. به اسرائیل بازگشت و به فرماندهی نیروی زمینی ارتش اسرائیل منصوب شد، وی سپس ریاست ادارهٔ عملیات ارتش اسرائیل را بر عهده گرفت و در اکتبر ۱۹۸۶م. به مقام معاونت رئیس ستاد کل ارتش رسید. او در سال ۱۹۸۸م. پس از ناکامی در کسب مقام رئیس ستاد کل ارتش، از خدمات نظامی بازنشسته شد. 

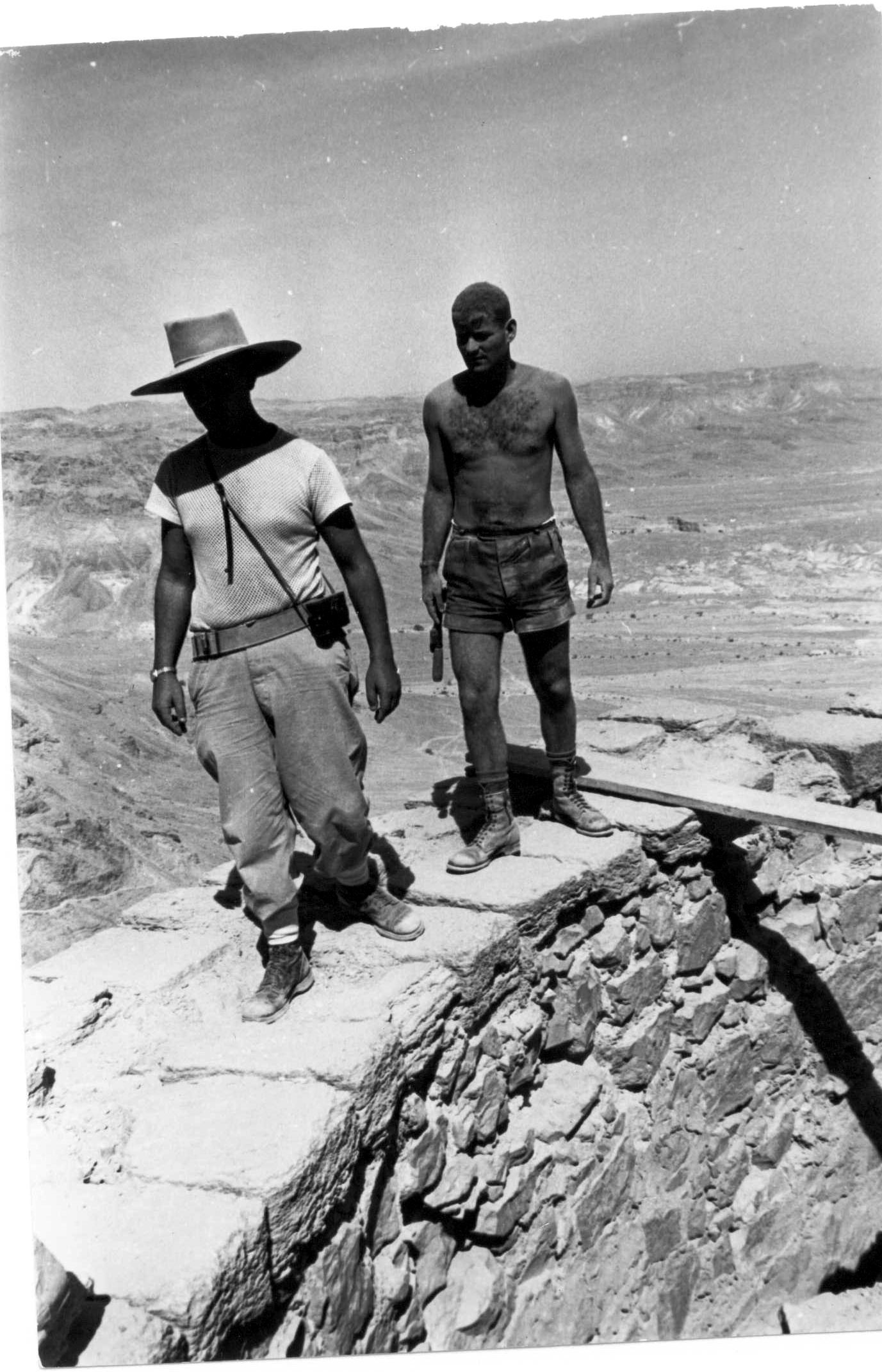
امیر دروری با یگائل یادین در ماسادا، ۱۹۶۳م.

## مشاغل غیرنظامی
دروری بین سال‌های ۱۹۶۱ و ۱۹۶۴م. در دانشگاه عبری اورشلیم در رشته باستان‌شناسی تحصیل و در چندین کاوش در ماسادا شرکت کرده بود. او پس از بازنشستگی از ارتش اسرائیل به عنوان رئیس بخش آثار باستانی وزارت آموزش اسرائیل منصوب، و تحت هدایت و رهبری او، این بخش توسعه یافته، بازسازی شد و در سال ۱۹۹۰م. به اداره باستانی اسرائیل (IAA) تبدیل شد، و خودش به عنوان اولین مدیر کل آن منصوب شد.
او در دوران تصدی در IAA با عناصر حریدی که کاوش باستان‌شناسی در سایت‌های تدفینی را توهین به یهودیت می‌دانستند، درگیر بود.   احزاب سیاسی حریدی بارها برای برکناری او تبلیغات کردند و ائتلاف حکومتی را تهدید کردند، و خواستار به عهده گرفتن سرپرستی حفاری‌ مقابر شدند.  او گهگاه تهدید به مرگ می‌شد و حتی مشهور بود که هدف یک مراسم کابالیستی ( Pulsa diNura) که ظاهراً قصد کشتن او را داشته‌ قرار گرفته. 
علیرغم غلبه بر این چالش‌ها، دروری در سال ۲۰۰۰م. پس از اطمینان از تداوم کار IAA از سمت خود کناره‌گیری کرد.

## مرگ
امیر دروری در ۱۲ مارس ۲۰۰۵م. پس از سکته قلبی، طی یک کوهپیمایی در نقب درگذشت. کاوش‌های IAA در تئاتر رومی طبریه به افتخار او نامگذاری شده است. 